# National Reining Horse Association
Die National Reining Horse Association (NRHA) ist die nationale deutsche Vereinigung für Westerndressur. Sie übernimmt für diese Disziplin die Aufgaben der Deutschen Reiterlichen Vereinigung.
Die NRHA wurde im Februar 1987 gegründet und hat zurzeit etwa 2500 Mitglieder. Damit ist sie nach der US-amerikanischen, gleichnamigen Vereinigung der zweitgrößte Reiningverband der Welt.